# Östra Kortingvattnet, Ångermanland
Östra Kortingvattnet är en sjö i Sollefteå kommun i Ångermanland och ingår i Ångermanälvens huvudavrinningsområde. Sjön har en area på 0,579 kvadratkilometer och ligger 253,9 meter över havet. Sjön avvattnas av vattendraget Kortingån.

## Delavrinningsområde
Östra Kortingvattnet ingår i det delavrinningsområde (707881-155790) som SMHI kallar för Utloppet av Östra Kortingvattnet. Medelhöjden är 343 meter över havet och ytan är 8,34 kvadratkilometer. Räknas de 5 avrinningsområdena uppströms in blir den ackumulerade arean 52,91 kvadratkilometer. Kortingån som avvattnar avrinningsområdet har biflödesordning 2, vilket innebär att vattnet flödar genom totalt 2 vattendrag innan det når havet efter 137 kilometer. Avrinningsområdet består mestadels av skog (72 procent). Avrinningsområdet har 0,58 kvadratkilometer vattenytor vilket ger det en sjöprocent på 7 procent.